# Джемал Табідзе
Джемал Табідзе (груз. ჯემალ ტაბიძე, нар. 18 березня 1996, Самтредіа, Грузія) — грузинський футболіст, центральний захисник російського клубу «Рубін» з Казані та національної збірної Грузії.

## Клубна кар'єра
Джемал Табідзе є вихованцем тбіліського клуба «Сабуртало», у складі якого він починав грати у Першій лізі чемпіонату Грузії.
У 2015 році Табідзе перейшов до бельгійського «Гента». Але у першій команді захисник не зіграв жодного матчу, виступаючи лише у молодіжному складі. Тому у лютому 2017 року Табідзе на правах оренди приєднався до російського «Урала». А влітку того року, як вільний агент футболіст перейшов до іншого клубу РПЛ - «Уфи».

## Кар'єра в збірній
З 2012 року Джемал Табідзе захищав кольори юнацьких та молодіжної збірних Грузії. У січні 2017 року у матчі проти команди Узбекистану Табідзе дебютував у національній збірній Грузії.

## Досягнення
- Фіналіст Кубка Росії (1):

«Урал»: 2016/17
- Чемпіон Грузії (1):

«Динамо» (Тбілісі): 2022
- Володар Суперкубка Грузії (1):

«Динамо» (Тбілісі): 2023